# نصر دوم سامانی
ابوالحسن نصر بن احمد بن اسماعیل (۶ جمادی‌الثانی ۳۰۱ – ۲۲ رجب ۳۳۱ قمری) سومین امیر دودمان سامانی بود که در سال ۳۰۱ در سن هشت سالگی به سلطنت رسید. وی با کمک وزیران خود از جمله ابوعبدالله جیهانی و ابوالفضل بلعمی پایتخت خود، بخارا را به شهری مهم در حوزهٔ ادبیات تبدیل کرد. در زمان حکومت نصر —که به ترجمه اهمیت می‌داد— کتاب‌های زیادی از عربی به فارسی ترجمه شد و دربار وی حامی بسیاری از شاعران از جمله رودکی بود. پس از ۳۰ سال حکومت نصر و مرگ او در سال ۳۳۱، دوران اوج دودمان سامانی به سر آمد و با به حکومت‌رسیدن پسرش، نوح، دولت سامانی روبه‌زوال و انحطاط رفت.

## پیش‌زمینه

### جغرافیای تاریخی فرارود
مسلمانان در اواسط قرن اول هجری قمری به فرارود گام نهادند و نام ماوراءالنهر را —که معادل عربی فرارود بود— برای آن سرزمین برگزیدند. همچنین مسلمانان نام وهروت (به‌رود) را به جیحون و رود گل زریون (چاچ) را به سیحون تغییر دادند. دربارهٔ مرزهای جغرافیایی ماوراءالنهر در کتاب حدودالعالم این‌گونه آمده است: «ناحیه‌ای است که حدود مشرق وی حدود تبت است و جنوب وی خراسان است و حدود خراسان و مغرب وی غوز است و حدود خلخ و شمالش هم حدود خلخ است».
اعراب نام‌های شهرها و مناطق ماوراءالنهر را همچنان مانند گذشته باقی گذاشتند؛ اما نام بعضی مناطق و شهرها را برای سهولت در تلفظ تغییر دادند؛ برای مثال سمرکند را سمرقند و چغانیان را صغانیان خوانند. بسیاری از جغرافی‌دانان مسلمان خراسان را از ماوراءالنهر جدا دانسته‌اند؛ اما مقدسی ماوراءالنهر را به اسم هیتل (هیطل)، قسمتی از خاوران دانسته، دراین‌باره چنین می‌گوید: «ابوزید (بلخی) خاوران را سه بخش برشمرده، خراسان، سکستان، ماوراءالنهر ولی من آن را به یک بخش در دو سوی جیحون خوانده هریک را به پایه گذارش نامیده‌ام… سرزمین خاوران را دو برادر به نام هیطل و خراسان، دو پسر عالم بن سام بن نوح، آباد کرده‌اند پس این سوی نهر به نام هیاطله خوانده می‌شود.».
او دلیل این نام‌گذاری را این‌گونه توضیح داده است: «اگر پرسند که چرا مانند دیگر مردم هر سوی را سرزمینی جداگانه نشناساندی مگر نبینی خود مردم گویند خراسان و ماوراءالنهر؟ درپاسخ گفته شود ولی همین مردم نیز از مرزهای قومس تا طراز را خراسان می‌نامند».

### زمینهٔ تاریخی
در زمان خلافت هارون الرشید، علی بن عیسی بن ماهان، حاکم خراسان، زمینهٔ شورش رافع بن لیث را در ماوراءالنهر فراهم کرد. رافع از نوادگان نصر بن سیار، آخرین حکمران خراسان در زمان امویان بود که از سوی علی بن ماهان برای کمتر از یک سال به حکومت سمرقند منصوب شد؛ اما رافع از این حکم سَر باز زد و علیه عباسیان قیام کرد. شورش رافع و سرکشی‌های علی بن عیسی، خلیفهٔ عباسی را نگران کرده بود؛ در نتیجه او سپاهی را به فرماندهی هرثمه به خراسان فرستاد و هرثمه موفق شد علی بن عیسی را فرمان‌بُردار خلیفه کند؛ اما نتوانست شورش رافع بن لیث را سرکوب کند. پس از این اتفاق هارون الرشید همراه پسرش عبدالله (مأمون) به‌سوی خراسان حرکت کرد. در همین زمان عبدالله نامه‌ای به فرزندان اسد بن سامان فرستاد و دستور داد که هرثمه را در نبرد با رافع همراهی کنند؛ اما آن‌ها میانجی‌گری کردند و سرانجام رافع در برابر خلیفه تسلیم شد.
پس از غسان طاهر ذوالیمینین حاکم خراسان شد.در زمان حکومت او فرزندان اسد به حکومت خود ادامه دادند. نوح بن اسد در سال ۲۲۷ق و یحیی بن اسد در سال ۲۴۱ق از دنیا رفتند. پس از مرگ یحیی قلمرو حکومتش به احمد رسید، در زمان حکومت او گسترش یافت و تثبیت شد. پس از احمد نیز قلمرو او موروثی شد. از بین هفت پسر احمد بزرگ‌ترینِ آن‌ها، نصر، در زمان حیات پدر به حکومت سمرقند و فرغانه منصوب شد. امیر احمد بن اسد پیش از مرگش، برای پیشگیری از بحران در سال ۲۵۰ق امور حکومت را سامان داد و جانشین خود (نصر) را تعیین کرد. امیر نصر سمرقند را به‌عنوان پایتخت خود انتخاب کرد و برادران خود را به حکومت قسمت‌های مختلف ماوراءالنهر منصوب کرد. با وجود اینکه حکومت طاهریان در خراسان روبه‌زوال بود، همچنان ماوراءالنهر قسمتی از خراسان بود. در سال ۲۵۹ یعقوب لیث با تسلط بر نیشاپور، پایتخت طاهریان، امیر احمد بن طاهر را اسیر کرد و حکومت طاهریان را از بین برد. یعقوب لیث در فکر رویارویی با خلافت عباسی بود؛ اما برای روبه‌رو نشدن با امیر نصر سامانی فتوحات خود را به‌سمت غرب ادامه داد. خلیفه نیز صلاح را در آن دید که برای مقابله با قدرت یعقوب لیث، امیر نصر را یاری کند؛ به همین دلیل امیر نصر سامانی را به حکومت ماوراءالنهر منصوب کرد.

#### روابط امیر نصر یکم وامیر اسماعیل سامانی
از جمله وقایع مهم دوران حکومت امیر نصر، اختلافات و درگیری‌هایی او با برادرش است. با سقوط طاهریان و نبود قدرت برتر، شورش‌ها و درگیری‌هایی در بخارا اتفاق افتاد که منجر به کشتار بسیار و تصاحب اموال شد. این جریانات سبب شد تا ابوعبدالله بن ابی‌حفض، از فقهای بزرگ بخارا، با ارسال نامه‌ای از امیر نصر درخواست کمک کند. امیر نصر پیرو درخواست ابوعبدالله، برادرش اسماعیل را در سال ۲۶۰ برای حکمرانی به بخارا فرستاد. اسماعیل با رسیدن به کرمینه در نزدیکی بخارا برای ورود به شهر مردد شد؛ ولی با استقبال ابوعبدالله تردید او از بین رفت. امیر اسماعیل پس از ورود به بخارا در اولین اقدام خود حسین بن محمد الخوارجی را دستگیر کرد. البته امیر اسماعیل زمانی که در کرمینه اقامت داشت از طریق سفیران خود با حسین بن محمد خوارجی که بر شهر بخارا مسلط بود گفت‌وگوهایی انجام داده بود. طبق توافق طرفین قرار بر این بود که اسماعیل حاکم بخارا و حسین بن محمد خوارجی نایب یا قائم‌مقام او باشد.
امیر اسماعیل وقتی حسین خوارجی را زندانی کرد، بر شرایط بخارا مسلط شد. او پس از مدتی برادرش ابوزکریا یحیی بن احمد را به‌نیابت از خود به‌عنوان حاکم آن شهر منصوب کرد و به‌سوی سمرقند حرکت کرد. دلیل این اقدام او مشخص نیست؛ اما بدون اطلاع امیر نصر آن را انجام داد که باعث دلخوری امیر نصر شد. بعد از گذشت سیزده ماه درگیری بین امیر نصر و اسماعیل، نصر با مداخلهٔ بزرگانِ دربار، اسماعیل را به بخارا بازگرداند.
اسماعیل با ورود دوباره به بخارا با اوضاع نابسامان آن ناحیه مواجه شد؛ چراکه در نبود او راهزنان و اوباشان در بخارا قدرت گرفته بودند و اموال مردم را غارت می‌کردند. امیر اسماعیل با دیدن این شرایط، حسین بن العلا، صاحب شُرَط را برای مقابله با راهزنان فرستاد. حسین بن العلا با کمک بزرگان بخارا بر دزدان و اوباش مسلط شد، رئیس آن‌ها را به قتل رساند، گروهی را اسیر کرد و به سمرقند فرستاد. پس از این وقایع، حسین بن طاهر الطائی با دو هزار سپاهی از خوارزم به‌سوی بخارا لشکر کشید. در این هنگام امیر اسماعیل شخصاً برای مقابله با حسین بن طاهر به‌سوی او حرکت کرد. پس از نبردی سنگین، امیر اسماعیل لشکریان حسین بن طاهر را شکست داد؛ ولی او همچنان موقعیت خود را در بخارا چندان مستحکم نمی‌دید. امیر اسماعیل برای حل این مسئله، بزرگان بخارا را برای عذرخواهی از جانب خود به سمرقند نزد امیر نصر فرستاد و از او خواست که آن‌ها را بازداشت کند تا خودش بتواند بر امور بخارا مسلط شود. با این تدبیر، امیر اسماعیل قدرت خود را در بخارا تثبیت کرد و بعد از اطمینان از جایگاه خود، بزرگان بخارا را به شهر فراخواند.

## تبار و پیشینه
سامانیان نسب خود را به دهقانی به‌نامِ «سامان‌خُدا» -که زردشتی بود- می‌رساندند. بعضی مورخان سامان را جد سامانیان می‌دانند و برخی دیگر سامان را منطقه‌ای می‌دانند که جد سامانیان در آنجا حکومت می‌کرد. سامان‌خُدا لقبی مانند بخاراخدا و چغان‌خدا است. در زبان پهلوی کلمهٔ Xwâtây (خدا) به‌معنی شاه یا فرمانروا است. دربارهٔ خاستگاه دقیق او میان صاحب‌نظران اختلاف‌نظر وجود دارد؛ برخی خاستگاه او را منطقه‌ای حوالی بلخ و برخی اطراف سمرقند می‌دانند. جوزجانی نیز سامان را ناحیه‌ای در سغد قدیم می‌داند و حمدالله مستوفی هم اجداد سامان‌خدا را از حکام ماوراءالنهر در قبل از اسلام می‌داند.
در منابع تاریخی لقب سامان‌خُدا را از لقب‌های بهرام چوبین، فرماندهٔ ساسانی، می‌دانند و معتقدند این ارتباط به سامانیان اعتبار بخشیده است. از نوشتهٔ نرشخی می‌توان چنان برداشت کرد که سامان‌خُدا در اواخر قرن اول هجری قمری، به‌احتمال قوی از سوی حکام مسلمان، در بلخ حکومت می‌کرد. سامان‌خُدا با شورش در بلخ مواجه شد، نزد اسد بن عبدالله القسری، حاکم خراسان، پناه گرفت و با کمک او حکومت بلخ را باز پس گرفت. به‌احتمال زیاد سامان‌خُدا به‌وسیلهٔ اسد بن عبدالله مسلمان شد و از این طریق موقعیت اجتماعی خود را حفظ کرد.

## حیات سیاسی

### حکومت احمد بن اسماعیل
بعد از مرگ امیر اسماعیل فرزندش احمد بن اسماعیل در سال ۲۹۵ هجری قمری به حکومت رسید و خلیفهٔ وقت، مکتفی، در سال ۲۸۱ هجری قمری حکومت او را به رسمیت شناخت. از اتفاقات مهم دوران احمد بن اسماعیل فتح ری است. او پس از رفع خطر از سوی برادرش اسحاق به ری لشکر کشید. در زمان ورود احمد به شهر منشور حکومت را به او تسلیم کردند و او ابوجعفر صلعوک را به حکومت ری منصوب کرد.
از دیگر اتفاقات مهم فتح سیستان است. پس از دستگیری عمرو لیث و اعزام او به بغداد، درباریان صفاری نوهٔ عمرو لیث، طاهر بن محمد را به حکومت نشاندند. او تصرفات صفاریان را ادامه داد؛ اما در این راه موفقیتی کسب نکرد و به خوش‌گذرانی پرداخت. در این زمان لیث بن علی با بزرگان صفاری متحد شد و پس از فراری دادن طاهر و برادرش یعقوب وارد سیستان شد. طاهر و یعقوب به فارس رفتند تا از سُبکَری کمک بگیرند؛ اما سُبکَری که با خلیفه هم‌پیمان بود، دو برادر را دستگیر کرده، به بغداد فرستاد. لیث بن علی به این اتفاق واکنش نشان داد، در جنگی که بین سپاه او با سپاه خلیفه درگرفت، شکست خورد و به بغداد فرستاده شد. احمد سامانی با فرمان خلیفه مصمم شد به سیستان لشکرکشی کرده، آنجا را فتح کند.

### طغیان مولی صندلی
محمد بن هرمز ملقب به مولی صندلی -که خارجی مذهب بود- با ابوالحسن علی بن محمد العارض، متصدی امور مالی سپاه سامانی، برای دریافت حقوق مجادله کرد و ابوالحسن عارض به مولی گفت «ترا آن صواب‌تر که به رباطی بنشینی که پیر شده‌ای و از تو کاری نیاید». این سخنان محمد بن هرمز را خشمگین کرد، او راهی سیستان شد و شورشیان را با خود همراه کرد. مولی صندلی و محمد بن عباس، معروف به پسر حفار، که رهبر شورشیان بود، منصور بن اسحاق، حاکم سیستان را دستگیر و زندانی کردند و به‌نام عمرو بن یعقوب خطبه خواندند. زمانی که امیر احمد سامانی از این موضوع آگاه شد، سپاهی را به فرماندهی حسین بن علی مرورودی به سیستان فرستاد. این درگیری نه ماه طول کشید، سرانجام امیر احمد سامانی سیستان را تصرف کرد و سیمجور را به حکومت آنجا نشاند.

### به حکومت رسیدن نصر بن احمد
احمد بن اسماعیل در سال ۳۰۱ هجری قمری در فربر، شهری بین رود جیحون و بخارا، به‌دستِ غلامانش به قتل رسید. پس از کشته‌شدن احمد بن اسماعیل پسر هشت ساله‌اش نصر به حکومت رسید و ابوعبدالله جیهانی به وزارت دربار او منصوب شد. به‌خاطر سن کم امیر نصر، کسانی مدعی حکومت شدند. یکی از این اشخاص اسحاق بن احمد، برادر احمد بن اسماعیل بود که در زمان حکومت احمد از حکومت سمرقند عزل شده، در بخارا زندانی شده بود. اسحاق پس از کشته‌شدن احمد از زندان رهایی یافت و به کمک پسرش الیاس سپاهی را جمع کرده، به بخارا حمله کرد؛ اما سپهسالار امیر نصر، حمویة بن علی معروف به حمویهٔ کوسه، او را شکست داد. اسحاق از امیر نصر تقاضای بخشش کرد، نصر او را بخشید و اسحاق تا زمان مرگ در بخارا زندگی کرد.

### شورش منصور بن اسحاق سامانی و حسین بن علی مرورودی
ابوصالح منصور بن اسحاق سامانی و حسین بن علی مرورودی نیز پس از مرگ احمد اسماعیل از دیگر مدعیان حکومت بودند. ابوصالح منصور در همان ابتدا در نیشابور درگذشت؛ اما حسین مرورودی —که هم‌دست او بود— یاران خود را جمع کرد، با حکومت نصر به مخالفت پرداخت و بر هرات، سیستان و نیشابور مسلط شد.
حکومت سامانی برای مقابله با حسین بن علی مرورودی سپاهی را به فرماندهی احمد بن سهل راهی کرد. او ابتدا هرات را تسخیر کرد و برادر حسین بن علی، منصور بن علی را مجبور به تسلیم کرد؛ سپس به‌سوی نیشابور رفت، با سپاه حسین بن علی روبه‌رو شد و آن‌ها را شکست داد. احمد بن سهل سرانجام حسین بن علی را اسیر کرد و در نیشابور اقامت گزید.

### شورش احمد بن سهل
یک سال پس از سرکوب حسین بن علی به‌دستِ احمد بن سهل —که دهقان‌زاده‌ای ایرانی بود— احمد سَر به نافرمانی برداشت و دست به شورش زد. از سوی دربار سامانی، قراتگین، حاکم گرگان، برای مقابله با او فرستاده شد. زمانی که قراتگین به‌سوی نیشابور به راه افتاد، احمد بن سهل از نیشابور به مرو رفت. در همان زمان حمویة بن علی مأمور سرکوب احمد بن سهل شد. حمویة پس از رسیدن به مرو به سران سپاه خود دستور داد که به احمد بن سهل نامه بفرستند و نسبت به او اظهار وفاداری کنند. با این نقشه، احمد بن سهل فریب خورد و از شهر خارج شد. نبرد در منطقه‌ای نزدیک مرورود به‌نام حوران درگرفت. سرانجام سپاه احمد بن سهل پراکنده و فراری شد. احمد بن سهل دستگیر شد، به بخارا فرستاده شد و به دستور امیر نصر به زندان افتاد. او در ذوالحجهٔ سال ۳۰۷ از دنیا رفت.

### درگیری با علویان طبرستان
در سال ۳۰۸ق فرمانروای علوی طبرستان، داعی صغیر، سپاه خود را به فرماندهی لیلی بن نعمان برای تصرف‌کردن خراسان راهی آنجا کرد. سپاه لیلی پس از فتح نیشابور، در توس با لشکر سامانی به رهبری حمویة بن علی روبه‌رو شد. در این نبرد سپاهیان حمویة شکست خوردند و مجبور به عقب‌نشینی به‌سوی مرو شدند. لیلی و سپاه او به تعقیب از سپاه حمویة وارد شهر شدند و سپاه حمویة آن‌ها را محاصره کردند. سرانجام لیلی بن نعمان دستگیر و به قتل رسید.
پس از این شکست، سپاهیان لیلی بن نعمان به‌سوی گرگان عقب‌نشینی کردند. کمی بعد ابوعلی الیاس بن الیسع سمرقندی از جانب سامانیان از داعی صغیر خواست که گرگان را ترک کند؛ اما داعی صغیر قبول نکرد و جنگ درگرفت. در این جنگ الیاس کشته شد و سپاهش پراکنده شد. زمانی که این خبر به بخارا رسید، امیر نصر سپاهی سی هزار نفره به فرماندهی قراتگین به گرگان فرستاد. داعی صغیر که مقابله را بی‌فایده دید نزد اسپهبد محمد بن شهریار پناه گرفت؛ اما اسپهبد او را نزد حاکم ری، علی بن وهسودان، فرستاد و او هم داعی صغیر را در قلعهٔ الموت زندانی کرد. پس از اینکه محمد بن مسافر بر علی بن وهسودان پیروز شد، داعی صغیر هم از زندان آزاد شد و به گیلان بازگشت. هم‌زمان با این اتفاقات، قراتگین به‌خاطر اوضاع نابسامان خراسان، به دستور حکومت به دربار بازگشت. پسران ناصر کبیر (برادران همسر داعی صغیر) گرگان را دوباره فتح کردند و حتی سپاهیان فرستاده‌شده از سوی سامانیان را فراری دادند. در سال ۳۱۰ق امیر نصر یکی دیگر از فرماندهان خود به‌نام سیمجور را برای مقابله با داعی صغیر به طبرستان فرستاد.
سیمجور سعی کرد به‌صورت مسالمت‌آمیز داعی صغیر را راضی کرده که گرگان را به سامانیان واگذار کند؛ اما موفق نشد و سرانجام جنگ درگرفت. در نبردی که در روستای جلائین اتفاق افتاد، سپاه سیمجور شکست خورد و متواری شد. سپاه داعی صغیر سپاه سیمجور را تعقیب کرد؛ اما سپاهِ در حال فرار به ناگهان بازگشت و سپاه علویان را شکست داد. سلطهٔ سیمجور بر گرگان چندان طول نکشید و در اواخر سال ۳۱۰ق بار دیگر داعی صغیر گرگان را فتح کرد. در سال ۳۱۴ق امیر نصر سامانی در رأس سپاهی سی هزار نفره وارد طبرستان شد و در کوهستان‌های طبرستان طرفدارن داعی صغیر او را محاصره کردند. در چنین موقعیتی راهی جز فرستادن تقاضای صلح با داعی صغیر برای امیر نصر باقی نماند. در جواب تقاضای امیر نصر، داعی صغیر دو تن از نمایندگان خود را نزد امیر نصر فرستاد، سرانجام امیر نصر با پرداخت بیست هزار دینار به داعی از محاصره درآمد و به خراسان بازگشت.

#### زوال علویان طبرستان
پس از خروج امیر نصر از طبرستان، رابطهٔ داعی صغیر و سردارش، ماکان کاکی -که در پیروزی‌های او نقش زیادی داشت- تیره‌وتار شد. زمانی که داعی صغیر به نشانهٔ اعتراض به گیلان رفته بود، اسفار، سردار سابق علویان، برای تصرف آمل لشکرکشی کرد، سرانجام در یک جنگ سه‌روزه اسفار از ماکان شکست خورد و به بکر بن السیع، سپهسالار امیر نصر سامانی، پناه برد. از سوی دیگر داعی صغیر با درخواست ماکان به آمل بازگشت، کمی بعد آن‌ها به ری لشکر کشیدند و آن را تصرف کردند. خارج‌شدن داعی صغیر و ماکان کاکی از طبرستان، به اسفار فرصت داد که با سپاهی که امیر نصر در اختیارش قرار داده بود، به‌سوی طبرستان حرکت کند. در همین حال مردآویج بن زیار -که در خدمت قراتگین بود- با سپاه خود به اسفار پیوست، این دو سردار به سمت طبرستان پیشروی کردند و ساری رافتح کردند. داعی صغیر با شنیدن این اخبار به‌سوی آمل پیشروی کرد. با این اقدام فرصتی برای اسفار پیش آمد و او با آگاهی از ضعف سپاه داعی صغیر به‌سوی آمل یورش برد. داعی صغیر برای رویارویی با اسفار از آمل خارج شد؛ اما سپاهش پراکنده شد و او به آمل بازگشت. در نزدیکی آمل داعی صغیر با جمعی از سپاه اسفار به فرماندهی مردآویج روبه‌رو شد و سرانجام کشته شد. این‌گونه بود که در زمان امیر نصر سامانی با کمک سران شورشی —که در گذشته در اختیار علویان بودند— حکومت علویان طبرستان از میان رفت.

### شورش ابوبکر خبّاز
در سال ۳۱۷ق امیر نصر برای رسیدگی به امور خراسان به نیشابور رفت. او پیش از ترک‌کردن پایتخت برای جلوگیری از شورش برادرانش ابراهیم، یحیی و منصور دستور داد آن‌ها را در قهندز بخارا زندانی کردند. در نبود امیر نصر برادران او به کمک آشپز زندان، ابوبکر بن عمی الخبّاز، توانستند با ناراضیان از حکومت در بخارا ارتباط برقرار کنند. بر اساس نقشه‌ای که کشیدند، جمعی از شورشیان به قهندز حمله کردند؛ پس از زندانی‌کردن زندانبان آنجا برادران امیر نصر و دیگر زندانیان را آزاد کردند و بر شهر بخارا مسلط شدند. در همان زمان یحیی، برادر امیر نصر —که اختیار امور را در دست گرفته بود— ابوبکر خبّاز را فرماندهٔ سپاه کرد و او را برای رویارویی با سپاه امیر نصر —که به سمت بخارا می‌آمد— روانه کرد. زمانی که ابوبکر و سپاهیانش از عبور امیر نصر و سپاهیانش از جیحون پیشگیری می‌کردند، وزیرِ امیر نصر، ابوالفضل محمد بلعمی —که از سال ۳۰۹ تا ۳۲۶ق وزیر دربار امیر نصر بود— برای حل این مشکل چاره‌اندیشی کرد. بلعمی در نامه‌نگاری با فرزند حسین بن علی مروزی —که به مخالفان امیر نصر پیوسته بود— گفت ابوبکر را دستگیر و به امیر نصر تحویل دهد. بعد از این اتفاق سپاه امیر نصر از رود جیحون عبور کرد و وارد بخارا شد. با ورود امیر نصر به پایتخت، برادرانش متواری شدند. یحیی ابتدا به سمرقند و از آنجا به بلخ گریخت؛ سپس به نیشابور و سرانجام به بغداد رفت و تا زمان مرگ در آنجا ماند.

### درگیری با آل زیار
پس از سقوط علویان طبرستان، ماکان کاکی و اسفار بن شیرویه با هم درگیری‌هایی داشتند و رابطهٔ اسفار با مردآویج زیاری نیز تیره‌وتار شد. سرانجام اسفار که از جانب سپاه مردآویج تحت‌تعقیب بود، در طالقان دستگیر و کشته شد. پس از قتل اسفار در سال ۳۱۷ق مردآویج در طبرستان به قدرت رسید و کم‌کم نفوذ خود را افزایش داد. ماکان از خراسان نزد مردآویج آمد و طبق قراردادی حکومت گرگان را در اختیار گرفت؛ اما رابطهٔ این دو نیز به تیرگی گرایید و مردآویج کمی بعد ماکان را از طبرستان و گرگان بیرون کرد.
ماکان پس از شکست از مردآویج نزد امیر نصر سامانی رفت و از او یاری خواست. با وجود اینکه امیر نصر به ماکان کمک کرد، ماکان مقابل مردآویج کاری از پیش نبرد. کمی بعد سامانیان گرگان را تصرف کردند و حکومت گرگان را به ابوبکر محمد بن مظفر چغانی واگذار کردند. در سال ۳۲۱ق مردآویج برای بازپس‌گیری گرگان از ری به آنجا لشکرکشی کرد. در آن زمان ابوبکر چغانی که توان مقابله با مردآویج را نداشت، به‌سوی نیشابور عقب‌نشینی کرد. هنگامی که امیر نصر سامانی از خبرها آگاه شد، در رأس سپاهی به گرگان لشکرکشی کرد؛ اما پیش از اینکه بین دو سپاه جنگی رخ دهد، مردآویج راه سازش را در پیش گرفت، به توصیهٔ وزیر خود، ابوالفضل بلعمی، گرگان را به سامانیان واگذار کرد و متعهد شد سالانه به دولت سامانی خراج بپردازد. پس از قتل مردآویج در سال ۳۲۳ق برادرش، وشمگیر، به قدرت رسید. او ابتدا ماکان را که بر گرگان حکومت می‌کرد، از آنجا بیرون کرد؛ اما در سال ۳۲۵ق او را —که در خدمت سامانیان بود— دوباره فراخواند و حکومت گرگان را به او واگذار کرد. در سال ۳۲۷ق امیر نصر، ابوبکر چغانی را به‌دلیل بیماری از سپهسالاری خراسان عزل کرد و فرزند او، ابوعلی چغانی، سپهسالار سامانیان شد. سال بعد ابوعلی چغانی با دستور امیر نصر برای سرکوب‌کردن ماکان که سامانیان را ترک کرده بود و از افراد وشمگیر زیاری شده بود، به گرگان لشکر کشید. زمانی که ابوعلی چغانی گرگان را محاصره کرد، ماکان از وشمگیر طلب کمک کرد و او سپاهی به فرماندهی شیرج بن نعمان را برای کمک به ماکان فرستاد. ابوعلی چغانی در اوایل سال ۳۲۹ق گرگان را تصرف کرد و در تعقیب ماکان به‌سوی ری رفت. ابوعلی در نزدیکی ری با سپاه وشمگیر و ماکان روبه‌رو شد، سرانجام وشمگیر متواری شد و ماکان کشته شد. ابوعلی چغانی پس از آن فتوحات خود را ادامه داد و شهرهای زنجان، ابهر، قزوین، قم، کرج (کرج ابی دلف نزدیک اراک)، همدان، نهاوند و دینور را تصرف کرد و مرز حکومت سامانیان را تا حدود حلوان گسترش داد. در سال ۳۳۰ق وشمگیر ساری را از تصرف حسن بن فیروزان، عموی ماکان کاکی درآورد. ابوعلی چغانی برای کمک به حسن فیروزان از ری به ساری لشکر کشید و چندین ماه آنجا را محاصره کرد. سرانجام وشمگیر تقاضای صلح کرد، از امیر نصر اطاعت کرد و فرزند خود به‌نام سالار را به‌عنوان گروگان به ابوعلی چغانی سپرد. اطاعت آل زیار از سامانیان در نتیجهٔ اقدامات و شایستگی ابوعلی چغانی بود.

### روابط بااسماعیلیه
حسین بن علی مرورودی که در زمان احمد بن اسماعیل به‌وسیلهٔ غیاث، داعی اسماعیلی، به این مذهب گرویده بود، محمد بن احمد نخشبی را جانشین خود کرد. او به محمد بن احمد نخشبی چنین سفارش کرد: «جهد آن کند تا نایبی بجا گذارد و خود از جیحون بگذرد و به بخارا و سمرقند رود و آن مردمان را در مذهب درآورد و می‌کوشد تا اعیان حضرت امیر خراسان نصر بن احمد را در این مذهب آورد تا کار او قوی گردد».
پس از درگذشت حسین بن مرورودی، با تلاش‌های محمد بن احمد نخشبی بسیاری از مردم خراسان به مذهب اسماعیلیه درآمدند. او یکی از سران باطنیان، معروف به پسر سواده را به‌عنوان جانشین خود در خراسان گذاشت و خود به ماوراءالنهر رفت. محمد نخشبی ابتدا در بخارا بود، پس از آن به نخشب رفت و موفق شد خدمتگذار امیر سامانی، بوبکر نخشبی را به مذهب باطنی درآورد. از طریق بوبکر، اشعث، دبیر امیر نصر، هم به این مذهب وارد شد. آن‌ها همچنین ابومنصور چغانی، عارض سپاه سامانی، و آیتاش، حاجب امیر سامانی را هم به مذهب خود درآوردند. با دعوت از این اشخاص مهم، محمد نخشبی به بخارا آمد و کم‌کم رئیس بخارا، صاحب خراج، وکیل خراج (علی زراد)، والی ایلاق و از خواص امیر سامانی (حسن ملک) و جمعی از دهقانان و بازاریان را به مذهب خود درآورد. چون دوستداران او در دربار زیاد شدند، تصمیم گرفت امیر نصر را هم به مذهب خود دعوت کند و بنا بر توصیهٔ نخشبی نزدیکان امیر نصر برخی از گفته‌های نخشبی را برای او بازگو می‌کردند. با اجازهٔ امیر نصر نخشبی را به دربار نزد امیر نصر آوردند و نخشبی به‌مرور امیر نصر را شیفتهٔ عقاید خود کرد: «در جمله کار او به جایی رسید که نصر بن احمد را دعوت کرد و محمد نخشبی بدین چنان مستولی گشت که پادشاه آن کردی که او گفتی و کار نخشبی بدین جای رسید که دعوت آشکارا کرد و هرکه از نزدیکان شاه بودند نصرت او کردند…». گرایش امیر نصر و بزرگان دربار به مذهب اسماعیلی، گسترش و رواج این مذهب را در ماوراءالنهر و خراسان سهولت بخشید؛ اما این موضوع ترکان و سران لشکر را ناخشنود کرد و علمای سنی‌مذهب نسبت به آن واکنش نشان دادند: «پس عالمان و قاضیان شهر و نواحی گرد آمدند و جمله پیش سپهسالاران لشکر شدند و گفتند دریابید که مسلمانی از ماوراءالنهر رفت».
پس از آن که مذاکرهٔ سران سپاه با امیر نصر دربارهٔ مذهب اسماعیلیه به جایی نرسید، آن‌ها به این نتیجه رسیدند که امیر نصر را برکنار کرده، یکی از سپهسالاران ترک را به جای وی بنشانند؛ بنابراین بزرگان سپاه ضیافتی پنهانی برگزار کردند تا با سایر مخالفان امیر نصر بیعت کنند؛ اما یکی از اشخاصی که در ضیافت حضور داشت، نوح، فرزند امیر نصر را از نقشهٔ آن‌ها آگاه کرد و او نیز پدرش را از این اتفاق مطلع ساخت؛ در نتیجه اقدامات امیر نصر و پسرش باعث بقای حکومت سامانیان شد و سپهسالار بزرگ ترک جان خود را از دست داد. در همین زمان امیر نصر از حکومت کناره‌گیری کرد و نوح را به‌عنوان جانشین خود بر تخت نشاند. سرانجام امیر نصر به بیماری سل مبتلا شد و در سال ۳۳۱ق پس از سی سال حکومت از دنیا رفت.

## واپسین سال‌ها و مرگ
در منابع و متون تاریخی دربارهٔ آخرین روزهای زندگی امیر نصر و مرگ او اختلاف‌نظر وجود دارد. در کل روشن نیست که امیر نصر مانند پدرش بر اثر توطئه وفات یافته یا به‌شکلی طبیعی از دنیا رفته است. برخی از مورخان هم زندگی او را قدیس‌وار توصیف کرده‌اند؛ وی که حدوداً سیزده ماه مبتلا به بیماری سل بوده، در خانه‌اش مکانی به نام بیت‌العباده ساخته بود تا در آنجا عبادت کند. همچنین ابودلف به‌نقل از یاقوت حموی می‌گوید که نصر از بیست سال پیش زمان مرگش را می‌دانسته است و هنگامی که زمان مرگش فرا رسیده، از بخارا خارج شده، دستور داده است که مراسم تعزیه خوانی برپا کنند. محققان دیگری نیز عقیده دارند که توطئهٔ سرداران نظامی و مخالفتشان با امیر نصر، باعث شد او برای مقابله با هر پیشامدی از ادارهٔ حکومت کناره‌گیری کند. همچنین برخی از مورخان معتقدند که امیر نصر به تحریک فرماندهان نظامی و علمای بخارا، به دستور فرزندش نوح یا با دسیسهٔ غلامان خود به قتل رسیده است.

## سامانیان پس از نصر
امیر نصر سامانی حدود سی سال حکومت کرد. زمان مرگ او با شروع رشد علم و فرهنگ مصادف بود و در این زمینه‌ها دستاوردهایی در حال نمایان شدن بود تا رستاخیز ایرانی-اسلامی به تکامل برسد. نظروف معتقد است که ترقی و صعود دولت سامانی تا پایان امارت امیر نصر دوم، بیشتر دوام نیافت و نشانه‌های دوران اوج و عظمت این سلسله تا این دوره به‌دلیل به‌کارگیری خدمتگزاران برجسته و وزیران با تدبیر و توافق بین حکومت مرکزی و حکام محلی -که باعث امنیت و توسعه شد- نمایان است.
با پایان عمر حکومت نصر بن احمد سامانی هیچ‌کس از بزرگان خاندان سامانی زنده نماند؛ بعضی در کشمکش‌های سیاسی و بعضی به مرگ طبیعی وفات یافتند، دوران اقتدار و شکوفایی سیاسی سلسلهٔ سامانی سپری شد و دودمان سامانی وارد مرحلهٔ جدیدی شد. اغلب محققان از این مرحلهٔ دولت سامانی با عنوان «عصر ضعف و انحطاط دولت سامانی» یاد می‌کنند. با توجه به اتفاقات اواخر حکومت امیر نصر، فرزند و جانشین او، ابومحمد نوح، ملقب به حمید در شعبان ۳۳۱ق به حکومت رسید. او برای جلب رضایت علمای اهل سنت یکی از بزرگان آن‌ها به‌نام ابوالفضل محمد بن محمد الحاکم ملقب به حاکمِ جلیل را به وزارت خود برگزید.امیر نوح سامانی تا ربیع‌الثانی ۳۴۳ق حکومت کرد؛ سرانجام بر اثر بیماری و پس از دوازده سال و سه ماه امارت وفات یافت.

## دستاوردها
در زمان امیر نصر سامانی شهرت رودکی فراگیر شد و نزد امیر نصر بن احمد سامانی، امیر خراسان، تقرب یافت و جایگاه و ثروت او افزایش یافت. وزیر امیر نصر، ابوالفضل بلعمی، نیز از دوستداران رودکی بود. او معتقد بود که در میان عرب‌ها و ایرانی‌ها شخصی مثل رودکی وجود ندارد؛ حتی گفته‌شده که به اصرار بلعمی و امیر نصر بود که رودکی کلیله و دمنه را —که بلعمی از عربی به فارسی ترجمه کرده بود— به نظم درآورد.
در دوران نصر در زمینهٔ نثر نیز پیشرفت‌هایی حاصل شد. کتاب کلیه و دمنه و کتاب سندبادنامه —که از کتاب‌های داستانی حکمت‌آموز هندی پیش از اسلام بودند— به‌دستور نصر و به‌دست خواجه عمید ابوالفوارس قناوزی از پهلوی به فارسی ترجمه شدند. در زمان نصر وزیرش بلعمی کتاب تاریخ الرسل و الملوک تألیف محمد بن جریر طبری را از عربی به فارسی ترجمه کرد. در همان زمان کتاب تفسیر طبری به‌دست جمعی از روحانیان به فارسی ترجمه شد.
در همین دوران در زمینهٔ ترجمه نیز شاهد پیشرفت‌هایی هستیم؛ آثار علمی و دینی بسیاری ترجمه شد. ابوزید احمد بن سهل بلخی —که مورد لطف جیهانی، وزیر نصر بود— کتاب‌های زیادی از عربی به فارسی ترجمه کرد؛ مانند کتاب حدود الفلسفه، ما یصح من احکام النجوم و کتاب اخلاق الامم؛ همچنین او کتابی به‌نام صور الاقالیم در زمینهٔ جغرافیا نوشت. بی‌شک دوران حکومت سی‌سالهٔ نصر را می‌توان عصر درخشانی فرهنگ در قلمرو سامانیان دانست و می‌توان این دستاوردها را نتیجهٔ اقدامات وزرای او دانست؛ چراکه زمانی که نصر به حکومت رسید، هشت سال بیشتر نداشت و با تلاش وزرای او، جیهانی و بلعمی، در دوران امارت نصر قلمرو سامانی تبدیل به مرکز مهم فرهنگ و دانش شد؛ این‌گونه بود که در آن دوران بخارا از شهرهای مهم به‌شمار می‌رفت.

## سکه‌شناسی
| تصویر | نوع سکه    | سال ضرب                                              | مکان ضرب | تشریح سکه | منبع   |
| ----- | ---------- | ---------------------------------------------------- | --- | --- | ------ |
|       | دینار      | ۳۲۰ و ۳۳۰ ق.                                         | نیشابور | در حاشیهٔ رو یا پشت برخی از دینارهای ضرب دهه‌های ۳۲۰ و ۳۳۰ ق. در نیشابور نام قالب‌تراش به‌صورت «باحارث» (=ابوحارث) آمده است. | [ ۶۶ ] |
| درهم  | ۳۰۵ ق.     | نیشابور                                              | در برخی نمونه‌ها به‌خصوص ضرب‌انداربه و بلخ، صاحب منصبی محلی نیز آمده است.                                                 | | [ ۶۶ ] |
| فلس   | ۳۰۲–۳۰۴ ق. | بیشتر بلخ، نیز ضرب اخسکیت، بنکث، تونکث، سمرقند و شاش | بر نمونه‌های ضرب ۳۰۲–۳۰۴ قمری نام حاکم محلی «محمد» نیز در پایین زمینهٔ روی سکه آمده که منظور از آن محمد جبهانی بوده است. | | [ ۶۶ ] |

## سال‌شمار
| سال (هجری قمری) | واقعه                                                                                                  |
| --------------- | --- |
| ۲۹۳             | تولد نصر بن احمد سامانی                                                                                |
| ۳۰۱             | به سلطنت رسیدن امیر نصر در سن هشت‌سالگی                                                                 |
| ۳۰۶             | شورش حسین بن مرورودی                                                                                   |
| ۳۰۸             | حملهٔ داعی صغیر برای تصرف خراسان                                                                        |
| ۳۰۹             | پیروزی سامانیان بر علویان طبرستان                                                                      |
| ۳۰۹             | به وزارت رسیدن ابوالفضل بلعمی در دربار امیر نصر                                                        |
| ۳۱۰             | جنگ بین علویان طبرستان و سامانیان (که به شکست سامانیان انجامید)                                        |
| ۳۱۰             | فتح گرگان به‌دست علویان طبرستان                                                                         |
| ۳۱۴             | جنگ بین سامانیان و علویان طبرستان برای بازپس‌گیری گرگان (که سرانجام سامانیان شکست خوردند و غرامت دادند) |
| ۳۱۶             | سقوط علویان طبرستان به‌دست سامانیان                                                                     |
| ۳۱۷             | شورش برادران امیر نصر با کمک ابوبکر خبّاز                                                               |
| ۳۱۷             | به قتل رسیدن اسفار بن شیرویه                                                                           |
| ۳۲۱             | لشکرکشی مردآویج زیاری به گرگان، فتح گرگان به‌دست او، واگذاری آن به سامانیان و دادن خراج به آن‌ها         |
| ۳۲۳             | به قتل رسیدن مردآویج زیاری                                                                             |
| ۳۲۵             | سرپیچی ماکان کاکی از امیر نصر و پیوستن به وشمگیر زیاری                                                 |
| ۳۲۶             | مرگ ابوالفضل بلعمی، وزیر امیر نصر سامانی                                                               |
| ۳۲۷             | عزل ابوبکر چغانی به‌دست امیر نصر از سپهسالاری خراسان                                                    |
| ۳۲۹             | فتح گرگان به‌دست ابوعلی چغانی                                                                           |
| ۳۳۰             | تصرف شهر ساری به‌دست وشمگیر زیاری                                                                       |
| ۳۳۱             | مرگ امیر نصر دوم سامانی                                                                                |

## تبارنامه
|  |  |  |  |  |  |  |  |  |  |  |  |  |  |       |       |       |       |       |       |          |          | بهرام چوبینه |          |          |          |         |         |         |         |          |          |          |          |          |          |  |  |         |         |         |         |         |         |  |  |  |  |  |  |  |  |  |  |  |  |  |  |  |  |  |  |  |  |  |  |  |  |  |  |  |  |
|  |  |  |  |  |  |  |  |  |  |  |  |  |  |       |       |       |       |       |       |          |          |              |          |          |          |         |         |         |         |          |          |          |          |          |          |  |  |         |         |         |         |         |         |  |  |  |  |  |  |  |  |  |  |  |  |  |  |  |  |  |  |  |  |  |  |  |  |  |  |  |  |
|  |  |  |  |  |  |  |  |  |  |  |  |  |  |       |       |       |       |       |       |          |          |              |          |          |          |         |         |         |         |          |          |          |          |          |          |  |  |         |         |         |         |         |         |  |  |  |  |  |  |  |  |  |  |  |  |  |  |  |  |  |  |  |  |  |  |  |  |  |  |  |  |
|  |  |  |  |  |  |  |  |  |  |  |  |  |  | شاپور | شاپور | شاپور | شاپور | شاپور | شاپور |          |          | مهران        | مهران    | مهران    | مهران    | مهران   | مهران   |         |         | نوش رد   | نوش رد   | نوش رد   | نوش رد   | نوش رد   | نوش رد   |  |  |         |         |         |         |         |         |  |  |  |  |  |  |  |  |  |  |  |  |  |  |  |  |  |  |  |  |  |  |  |  |  |  |  |  |
|  |  |  |  |  |  |  |  |  |  |  |  |  |  | شاپور | شاپور | شاپور | شاپور | شاپور | شاپور |          |          | مهران        | مهران    | مهران    | مهران    | مهران   | مهران   |         |         | نوش رد   | نوش رد   | نوش رد   | نوش رد   | نوش رد   | نوش رد   |  |  |         |         |         |         |         |         |  |  |  |  |  |  |  |  |  |  |  |  |  |  |  |  |  |  |  |  |  |  |  |  |  |  |  |  |
|  |  |  |  |  |  |  |  |  |  |  |  |  |  |       |       |       |       |       |       |          |          | تغماط        | تغماط    | تغماط    | تغماط    | تغماط   | تغماط   |         |         | سیاوش    | سیاوش    | سیاوش    | سیاوش    | سیاوش    | سیاوش    |  |  |         |         |         |         |         |         |  |  |  |  |  |  |  |  |  |  |  |  |  |  |  |  |  |  |  |  |  |  |  |  |  |  |  |  |
|  |  |  |  |  |  |  |  |  |  |  |  |  |  |       |       |       |       |       |       |          |          | تغماط        | تغماط    | تغماط    | تغماط    | تغماط   | تغماط   |         |         | سیاوش    | سیاوش    | سیاوش    | سیاوش    | سیاوش    | سیاوش    |  |  |         |         |         |         |         |         |  |  |  |  |  |  |  |  |  |  |  |  |  |  |  |  |  |  |  |  |  |  |  |  |  |  |  |  |
|  |  |  |  |  |  |  |  |  |  |  |  |  |  |       |       |       |       |       |       |          |          | جتمان        |          |          |          |         |         |         |         |          |          |          |          |          |          |  |  |         |         |         |         |         |         |  |  |  |  |  |  |  |  |  |  |  |  |  |  |  |  |  |  |  |  |  |  |  |  |  |  |  |  |
|  |  |  |  |  |  |  |  |  |  |  |  |  |  |       |       |       |       |       |       |          |          |              |          |          |          |         |         |         |         |          |          |          |          |          |          |  |  |         |         |         |         |         |         |  |  |  |  |  |  |  |  |  |  |  |  |  |  |  |  |  |  |  |  |  |  |  |  |  |  |  |  |
|  |  |  |  |  |  |  |  |  |  |  |  |  |  |       |       |       |       |       |       |          |          | سامان خدا    |          |          |          |         |         |         |         |          |          |          |          |          |          |  |  |         |         |         |         |         |         |  |  |  |  |  |  |  |  |  |  |  |  |  |  |  |  |  |  |  |  |  |  |  |  |  |  |  |  |
|  |  |  |  |  |  |  |  |  |  |  |  |  |  |       |       |       |       |       |       |          |          |              |          |          |          |         |         |         |         |          |          |          |          |          |          |  |  |         |         |         |         |         |         |  |  |  |  |  |  |  |  |  |  |  |  |  |  |  |  |  |  |  |  |  |  |  |  |  |  |  |  |
|  |  |  |  |  |  |  |  |  |  |  |  |  |  |       |       |       |       |       |       |          |          | اسد          |          |          |          |         |         |         |         |          |          |          |          |          |          |  |  |         |         |         |         |         |         |  |  |  |  |  |  |  |  |  |  |  |  |  |  |  |  |  |  |  |  |  |  |  |  |  |  |  |  |
|  |  |  |  |  |  |  |  |  |  |  |  |  |  |       |       |       |       |       |       |          |          |              |          |          |          |         |         |         |         |          |          |          |          |          |          |  |  |         |         |         |         |         |         |  |  |  |  |  |  |  |  |  |  |  |  |  |  |  |  |  |  |  |  |  |  |  |  |  |  |  |  |
|  |  |  |  |  |  |  |  |  |  |  |  |  |  |       |       |       |       |       |       |          |          |              |          |          |          |         |         |         |         |          |          |          |          |          |          |  |  |         |         |         |         |         |         |  |  |  |  |  |  |  |  |  |  |  |  |  |  |  |  |  |  |  |  |  |  |  |  |  |  |  |  |
|  |  |  |  |  |  |  |  |  |  |  |  |  |  | الیاس | الیاس | الیاس | الیاس | الیاس | الیاس |          |          | احمد         | احمد     | احمد     | احمد     | احمد    | احمد    |         |         | یحیی     | یحیی     | یحیی     | یحیی     | یحیی     | یحیی     |  |  | نوح     | نوح     | نوح     | نوح     | نوح     | نوح     |  |  |  |  |  |  |  |  |  |  |  |  |  |  |  |  |  |  |  |  |  |  |  |  |  |  |  |  |
|  |  |  |  |  |  |  |  |  |  |  |  |  |  | الیاس | الیاس | الیاس | الیاس | الیاس | الیاس |          |          | احمد         | احمد     | احمد     | احمد     | احمد    | احمد    |         |         | یحیی     | یحیی     | یحیی     | یحیی     | یحیی     | یحیی     |  |  | نوح     | نوح     | نوح     | نوح     | نوح     | نوح     |  |  |  |  |  |  |  |  |  |  |  |  |  |  |  |  |  |  |  |  |  |  |  |  |  |  |  |  |
|  |  |  |  |  |  |  |  |  |  |  |  |  |  |       |       |       |       |       |       |          |          |              |          |          |          |         |         |         |         |          |          |          |          |          |          |  |  |         |         |         |         |         |         |  |  |  |  |  |  |  |  |  |  |  |  |  |  |  |  |  |  |  |  |  |  |  |  |  |  |  |  |
|  |  |  |  |  |  |  |  |  |  |  |  |  |  |       |       |       |       | نصر   | نصر   | نصر      | نصر      | نصر          | نصر      |          |          | اسماعیل | اسماعیل | اسماعیل | اسماعیل | اسماعیل  | اسماعیل  |          |          |          |          |  |  |         |         |         |         |         |         |  |  |  |  |  |  |  |  |  |  |  |  |  |  |  |  |  |  |  |  |  |  |  |  |  |  |  |  |
|  |  |  |  |  |  |  |  |  |  |  |  |  |  |       |       |       |       | نصر   | نصر   | نصر      | نصر      | نصر          | نصر      |          |          | اسماعیل | اسماعیل | اسماعیل | اسماعیل | اسماعیل  | اسماعیل  |          |          |          |          |  |  |         |         |         |         |         |         |  |  |  |  |  |  |  |  |  |  |  |  |  |  |  |  |  |  |  |  |  |  |  |  |  |  |  |  |
|  |  |  |  |  |  |  |  |  |  |  |  |  |  |       |       |       |       |       |       |          |          |              |          |          |          | احمد    |         |         |         |          |          |          |          |          |          |  |  |         |         |         |         |         |         |  |  |  |  |  |  |  |  |  |  |  |  |  |  |  |  |  |  |  |  |  |  |  |  |  |  |  |  |
|  |  |  |  |  |  |  |  |  |  |  |  |  |  |       |       |       |       |       |       |          |          |              |          |          |          |         |         |         |         |          |          |          |          |          |          |  |  |         |         |         |         |         |         |  |  |  |  |  |  |  |  |  |  |  |  |  |  |  |  |  |  |  |  |  |  |  |  |  |  |  |  |
|  |  |  |  |  |  |  |  |  |  |  |  |  |  |       |       |       |       |       |       |          |          |              |          |          |          | نصر     |         |         |         |          |          |          |          |          |          |  |  |         |         |         |         |         |         |  |  |  |  |  |  |  |  |  |  |  |  |  |  |  |  |  |  |  |  |  |  |  |  |  |  |  |  |
|  |  |  |  |  |  |  |  |  |  |  |  |  |  |       |       |       |       |       |       |          |          |              |          |          |          |         |         |         |         |          |          |          |          |          |          |  |  |         |         |         |         |         |         |  |  |  |  |  |  |  |  |  |  |  |  |  |  |  |  |  |  |  |  |  |  |  |  |  |  |  |  |
|  |  |  |  |  |  |  |  |  |  |  |  |  |  |       |       |       |       |       |       |          |          |              |          |          |          | نوح     |         |         |         |          |          |          |          |          |          |  |  |         |         |         |         |         |         |  |  |  |  |  |  |  |  |  |  |  |  |  |  |  |  |  |  |  |  |  |  |  |  |  |  |  |  |
|  |  |  |  |  |  |  |  |  |  |  |  |  |  |       |       |       |       |       |       |          |          |              |          |          |          |         |         |         |         |          |          |          |          |          |          |  |  |         |         |         |         |         |         |  |  |  |  |  |  |  |  |  |  |  |  |  |  |  |  |  |  |  |  |  |  |  |  |  |  |  |  |
|  |  |  |  |  |  |  |  |  |  |  |  |  |  |       |       |       |       |       |       |          |          |              |          |          |          |         |         |         |         |          |          |          |          |          |          |  |  |         |         |         |         |         |         |  |  |  |  |  |  |  |  |  |  |  |  |  |  |  |  |  |  |  |  |  |  |  |  |  |  |  |  |
|  |  |  |  |  |  |  |  |  |  |  |  |  |  |       |       |       |       |       |       | عبدالملک | عبدالملک | عبدالملک     | عبدالملک | عبدالملک | عبدالملک |         |         |         |         | منصور    | منصور    | منصور    | منصور    | منصور    | منصور    |  |  |         |         |         |         |         |         |  |  |  |  |  |  |  |  |  |  |  |  |  |  |  |  |  |  |  |  |  |  |  |  |  |  |  |  |
|  |  |  |  |  |  |  |  |  |  |  |  |  |  |       |       |       |       |       |       | عبدالملک | عبدالملک | عبدالملک     | عبدالملک | عبدالملک | عبدالملک |         |         |         |         | منصور    | منصور    | منصور    | منصور    | منصور    | منصور    |  |  |         |         |         |         |         |         |  |  |  |  |  |  |  |  |  |  |  |  |  |  |  |  |  |  |  |  |  |  |  |  |  |  |  |  |
|  |  |  |  |  |  |  |  |  |  |  |  |  |  |       |       |       |       |       |       |          |          |              |          |          |          |         |         |         |         | نوح      |          |          |          |          |          |  |  |         |         |         |         |         |         |  |  |  |  |  |  |  |  |  |  |  |  |  |  |  |  |  |  |  |  |  |  |  |  |  |  |  |  |
|  |  |  |  |  |  |  |  |  |  |  |  |  |  |       |       |       |       |       |       |          |          |              |          |          |          |         |         |         |         |          |          |          |          |          |          |  |  |         |         |         |         |         |         |  |  |  |  |  |  |  |  |  |  |  |  |  |  |  |  |  |  |  |  |  |  |  |  |  |  |  |  |
|  |  |  |  |  |  |  |  |  |  |  |  |  |  |       |       |       |       |       |       |          |          |              |          |          |          |         |         |         |         |          |          |          |          |          |          |  |  |         |         |         |         |         |         |  |  |  |  |  |  |  |  |  |  |  |  |  |  |  |  |  |  |  |  |  |  |  |  |  |  |  |  |
|  |  |  |  |  |  |  |  |  |  |  |  |  |  |       |       |       |       |       |       |          |          | منصور        | منصور    | منصور    | منصور    | منصور   | منصور   |         |         | عبدالملک | عبدالملک | عبدالملک | عبدالملک | عبدالملک | عبدالملک |  |  | اسماعیل | اسماعیل | اسماعیل | اسماعیل | اسماعیل | اسماعیل |  |  |  |  |  |  |  |  |  |  |  |  |  |  |  |  |  |  |  |  |  |  |  |  |  |  |  |  |